# Garrulax annamensis
Garrulax annamensis е вид птица от семейство Leiothrichidae.

## Разпространение
Видът е разпространен във Виетнам.